# Antonio Riberi
Antonio Riberi, né le 15 juin 1897 à Monte-Carlo (Monaco) et mort le 16 décembre 1967 à Rome, est un cardinal monégasque de l'Église catholique du XXe siècle, nommé par le pape Paul VI.

## Biographie
Antonio Riberi étudie à Coni, à Rome et à Bergame. Après son ordination, il est actif aux nonciatures apostoliques en Bolivie (en) et en Irlande (en).
Riberi est nommé évêque titulaire de Dara et délégué apostolique des missions africaines dépendant de la Congrégation pour la propagation de la foi en 1934. Pendant la Seconde Guerre mondiale il assiste au service des prisonniers de guerre et des soldats blessés à Rome. De 1946 à 1951, il est nonce apostolique en république de Chine (en).
À l'été 1949, pendant la Guerre civile chinoise, les forces communistes s'emparent de la capitale nationaliste, Nanjing. Le gouvernement nationaliste chinois se replie sur Canton. Bien que la plupart du corps diplomatique à Nanjing se soit également rendu à Canton, Riberi est resté à Nanjing
En 1950, le Saint-Siège déclare que la participation à certaines organisations liées au Parti communiste entraînerait l'excommunication de l'Église. En réponse, des initiatives telles que la « Déclaration de Guangyuan sur l'auto-réforme catholique » du père Wang Liangzuo gagnent le soutien des catholiques chinois. Riberi dénonce à son tour ces initiatives. Riberi déclare en 1951, à la suite de pétitions (du Parti communiste chinois) en faveur d'une Église catholique indépendante (en) dans ce pays, que « la religion catholique ... est superpolitique, indivisible par les frontières nationales ou les différences politiques ... Toute soi-disant Église catholique indépendante ... est simplement une Église schismatique et non la véritable et unique Église catholique »
Les autorités chinoises arrêtent Riberi sur des allégations de collusion avec le renseignement américain (en) et de fausses accusations de participation à un complot visant à tuer Mao Zedong. Sous la garde de la police, Riberi est déporté à Hong Kong. Riberi reste à Hong Kong pendant deux ans, et après avoir fait pression sur la république de Chine, l'évêque Yu Bin, et le cardinal Francis Spellman, déplace sa nonciature à Taïwan (en)
Antonio est nommé nonce apostolique en Irlande (en) et en Espagne. Il assiste au IIe concile du Vatican en 1962-1965.
Le pape Paul VI le crée cardinal lors du consistoire du 26 juin 1967.

## Succession apostolique
Antonio Riberi a ordonné les évêque suivants :
- Archevêque Gaetano Pollio, P.I.M.E. (1947)
- Évêque Michele Alberto Arduino (no), S.D.B. (1948)
- Évêque Juan Bautista Velasco Díaz (zh), O.P. (1948)
- Évêque Simon Lei Chang-hsia (en) (1949)
- Cardinal Ignatius Kung Pin-mei (1949)
- Archevêque Ignatius Pi Shushi (en) (1949)
- Évêque Arturo Quintanilla Manzanares del Rosario, O.A.R. (1950)
- Évêque Francis Han Tingbi (en) (1950)
- Évêque Anthony Zhou Weidao (no), O.F.M. (1950)
- Évêque Ignacio Gregorio Larrañaga Lasa (pt), O.F.M.Cap. (1950)
- Archevêque Joseph Kuo Joshih (de), C.D.D. (it) (1952)
- Évêque Sinforiano Lucas Rojo, O.M.I. (1962)
- Archevêque Maximino Romero de Lema (es) (1964)
- Évêque Mauro Rubio Repullés (es) (1964)
- Évêque Vicente Puchol Montis (es) (1965)
- Archevêque Gabino Díaz Merchán (es) (1965)
- Cardinal Ángel Suquía Goicoechea (1966)
- Archevêque Miguel Roca Cabanellas (1966)
- Évêque Antonio Briva Mirabent (es) (1967)